# SV Teuchern 1910
SV Teuchern 1910 is een Duitse sportvereniging uit Teuchern, Saksen-Anhalt. De club is actief in voetbal, volleybal, handbal, karate, turnen, tafeltennis, boogschieten en kegelen.

## Geschiedenis
De club werd in 1910 opgericht als FC Teuchern. Nadat er na de Eerste Wereldoorlog ook andere sporten beoefend werden nam de club de naam SpVgg 1919 Teuchern aan. Na de Tweede Wereldoorlog werden alle Duitse voetbalclubs ontbonden. De club werd heropgericht als SG Teuchern en werd in 1948 een BSG. Vanaf 1951 werd de naam BSG Traktor Teuchern. Na de Duitse hereniging werd de naam SV Teuchern 1910 aangenomen.

### Voetbal
De club was aangesloten bij de Midden-Duitse voetbalbond en speelde in de competitie van Saale-Elster, die na de oorlog als tweede klasse fungeerde van de Kreisliga Saale. Na 1923 werd de Kreisliga ontbonden en werd de Saale-Elster competitie terug opgewaardeerd tot hoogste klasse (Gauliga). De top vijf promoveerde hierdoor echter eindigde Teuchern slechts zevende waardoor ze in de tweede klasse bleven. Het volgende seizoen kon de club wel promotie afdwingen. Na een voorlaatste plaats werden ze derde in 1926 en 1927. Ook de volgende jaren bleef de club in de subtop eindigen, enkel in 1932 en 1933 behaalde de club mindere resultaten. 
Na 1933 werd de competitie grondig geherstructureerd. Alle Midden-Duitse competities werden gedegradeerd tot derde klassen en vervangen door de Gauliga Mitte en Gauliga Sachsen. Als laatste in de stand plaatste de club zich nog niet voor de Bezirksklasse Halle-Merseburg, die nu de tweede klasse werd en bleef in de Saale-Elstercompetitie, die als Kreisklasse nu de derde klasse werd. In 1936 werd de club kampioen maar slaagde er in de eindronde niet in te promoveren.
Na de Tweede Wereldoorlog werden alle Duitse clubs ontbonden. Als BSG Traktor promoveerde de club in 1955 naar de Bezirksliga Halle, de vierde klasse, en degradeerde na één seizoen. De club kon ook meteen weer promoveren en speelde nu tot 1967 in de Bezirksliga dat vanaf 1963 de derde klasse was. Na deze nieuwe degradatie slaagde de club er niet meer in te promoveren naar de derde klasse.
Na de opname in gezamenlijke Duitse competitie zakte de club helemaal weg tot in de laagste speelklassen en nam dan ook weer de historische naam aan.